# Gampleskogel
Gampleskogel är en bergstopp i Österrike. Den ligger i distriktet Imst och förbundslandet Tyrolen, i den västra delen av landet. Toppen på Gampleskogel är 3 399 meter över havet.
Den högsta punkten i närheten är Ramolkogel, 3 550 meter över havet, 1,8 km söder om Gampleskogel.
Trakten runt Gampleskogel består i huvudsak av kala bergstoppar och isformationer.